# José García García
José García García (Silleda, província de Pontevedra, 13 de febrer de 1922 - 28 d'octubre de 2007) fou un polític gallec, senador en la legislatura constituent i en la primera.
Va estudiar el batxillerat a l'Institut d'A Estrada (Pontevedra). Delegat de l'Organització Juvenil Espanyola (1943-1947), Secretari del Sindicat Vertical al municipi de Silleda (1946-1951) i delegat local del mateix municipi (1951-1976). Va formar part dels grups directius d'Acció Catòlica (des dels 16 anys) i de Càritas Diocesana. Va promoure, en la província de Pontevedra, a partir de 1946, el cooperativisme agrari, sent president de dues cooperatives provincials i d'UTECO de Pontevedra. Va promoure l'Associació Agrària Provincial (GAP) de la qual fou vicepresident, federada en la Regional i Nacional UFADE.
Membre del Comitè Executiu del Partit Gallec Independent en el seu primer Congrés Federal constitutiu el febrer 1977, partit que es coalitzà amb UCD, partit amb el qual fou elegit senador per la província de Pontevedra a les eleccions generals espanyoles de 1977 i 1979. Va formar part de les comissions d'autonomies i medi ambient del Senat d'Espanya.